# ギジェルモ・ブルディッソ
ギジェルモ・エニオ・ブルディッソ（Guillermo Enio Burdisso, 1988年9月26日 - ）は、アルゼンチン・コルドバ州出身の元同国代表サッカー選手。現役時代のポジションはディフェンダー。兄のニコラス・ブルディッソも元プロサッカー選手。

## 経歴

### クラブ
クラブ・エル・ポルベニルでキャリアをスタート。2007年にCAロサリオ・セントラルへ移籍し、2009年2月27日のCAバンフィエルド戦で初出場。このシーズンは13試合に出場し、2得点も挙げた。2009-10シーズンはレギュラーとなり31試合に出場し2得点を挙げたが、チームの降格を防ぐことはできなかった。
2010年8月、セリエAのASローマに買取オプション・期限付き契約で移籍。その後兄のニコラスもローマに完全移籍し、兄弟でプレーすることとなった。2010年9月11日のカリアリ・カルチョ戦で兄のニコラスがレッドカードを受けたため、フランチェスコ・トッティと交代しセリエAデビュー。しかし守りを固めることはできず、5失点を喫した。11月3日のアウェーでのFCバーゼル戦でUEFAチャンピオンズリーグ初出場を記録。2015年7月にボカ・ジュニアーズからリーガMXのクルブ・レオンに移籍した。

### 代表
2010年1月のコスタリカとの国際親善試合でアルゼンチン代表に初招集され、初出場で初得点も決めた。

## タイトル
アルセナル
- プリメーラ・ディビシオン : 2011-12C

ガラタサライSK
- テュルキエ・クパス : 2013-14

ボカ・ジュニアーズ
- プリメーラ・ディビシオン : 2015
- コパ・アルヘンティーナ : 2014-15